# Awak Kuier
Awak Hiba Kuier, född 19 augusti 2001 i Kairo i Egypten, är en finländsk professionell basketspelare. Kuier är den första finländska kvinnliga basketspelaren att spela i WNBA (Women's National Basketball Association). Hon reserverades som tvåa i draften 2021 av Dallas Wings.

## Biografi
Awak Kuier har sina rötter i nuvarande Sydsudan. Hennes föräldrar flydde till Egypten 2001 på grund av kriget i Sudan. Hon föddes i Kairo och familjen fick senare asyl i Finland när hon var två år och flyttade till Kotka.

## Basketkarriär
Kuier började spela basket i tioårsåldern, inspirerad av sina äldre bröder. Hennes första lag var Peli-Karhut i Kotka. 
I slutet av 2017 bytte Kuier från Peli-Karhut till HBA-Märsky, laget vid hennes idrottsgymnasium i Helsingfors, Mäkelänrinteen lukio. I januari 2020 valdes hon till månadens spelare i Naisten Korisliiga, den kvinnliga basketligan i Finland. 
I december  2019 tackade Kuier nej till erbjudanden hon fick från amerikanska collegelag och avslöjade sina planer att bli professionell i Europa efter säsongen. I juni 2020 valde hon sitt nya lag bland många europeiska alternativ och skrev under ett avtal med Virtus Eirene Ragusa, ett av topplagen i den italienska dambasketligan. Hennes avtal var ett fyraårigt så kallat öppet avtal, som gav Kuier en möjlighet att köpa ut sig om hon till exempel skulle vilja börja spela i WNBA. Kuier spelade i Dallas Wings under sommaren 2021 och kom tillbaka till Italien för vintersäsongen 2021-22. 
Hon debuterade i det finländska landslaget redan som elvaåring, i november 2017.[källa behövs]

### Spelstil
Kuier är 195 centimeter lång och har två meters avstånd mellan sina händer. Hon har fått medial uppmärksamhet för att ha dunkat flera gånger redan som tonåring. Hon spelar center.